# 楊処綱
楊 処綱（よう しょこう、生没年不詳）は、中国の隋の皇族。義城公。文帝楊堅の族父にあたる。

## 経歴
楊鍾葵の子として生まれた。北辺で成長し、騎射を習い覚えた。北周のとき、軍功により上儀同の位を受けた。隋が建てられると、父の楊鍾葵が柱国・尚書令・義城県公の位を追贈され、処綱がこれを嗣いだ。開府儀同三司の位を受け、督武候事を務めた。間もなく太子宗衛率となり、左監門郎将に転じた。数年後、右領軍将軍となった。間もなく蒲州刺史として出向した。位は大将軍に進んだ。後に秦州総管に転じ、在官のまま死去した。諡は恭といった。
弟の楊処楽は洛州刺史となったが、漢王楊諒の乱に呼応して、官爵を剥奪され禁錮を受けた。

## 伝記資料
- 『隋書』巻四十三 列伝第八
- 『北史』巻七十一 列伝第五十九